# Кентаври (планетоїди)

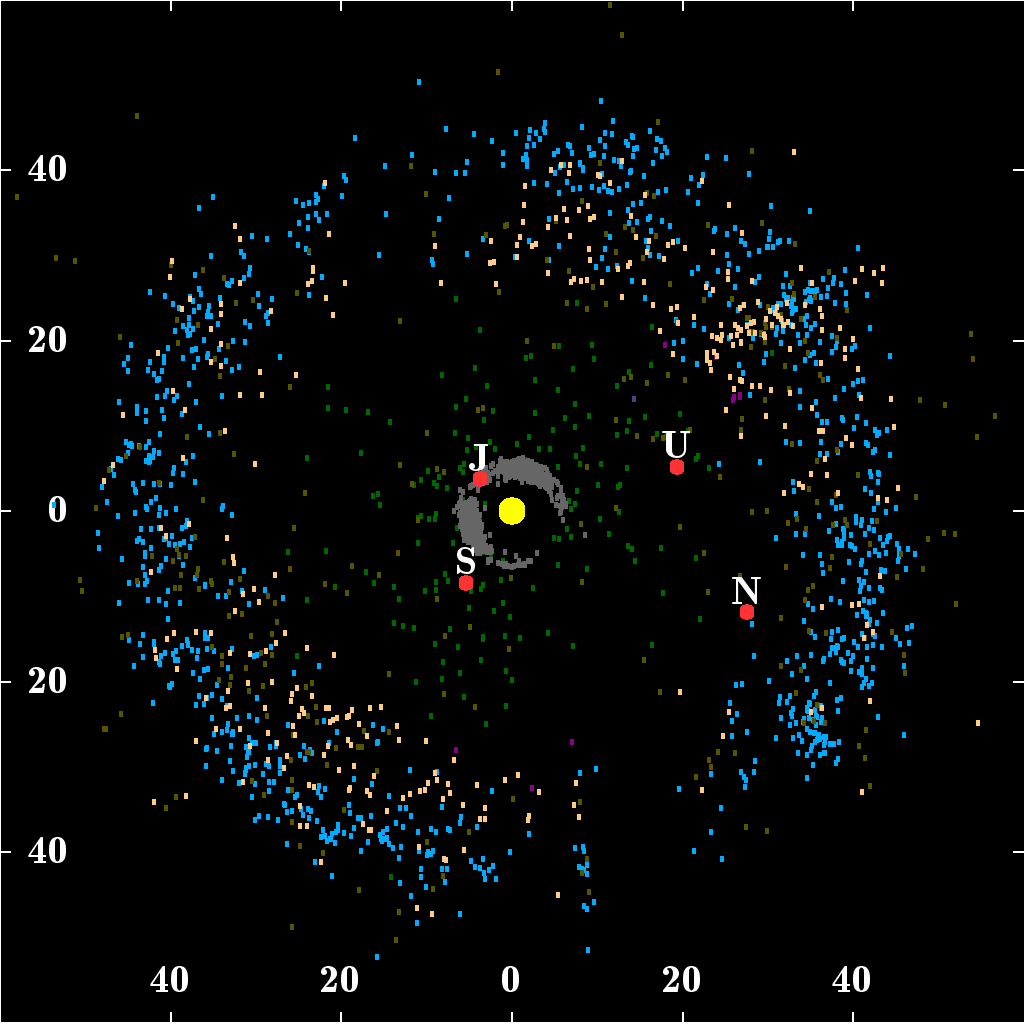
Розташування об'єктів Сонячної системи. Кентаври (зелений колір) лежать всередині поясу Койпера (синій колір)
(Шкала в а. о.; епоха на січень 2015; в дужках кількість об'єктів)

Кента́ври (англ. Centaurs) — група астероїдів або гігантських комет, що перетинають орбіти газових планет і мають тривалість життя декілька мільйонів років. Їх орбіти мають проміжне розташування між астероїдами головного поясу та об'єктами поясу Койпера. Було підраховано, що у Сонячній системі існує близько 44 000 кентаврів з діаметром понад 1 км.

## Загальна характеристика
Найбільшим підтвердженим кентавром є 10199 Харікло, 248 ± 18 км в діаметрі; до того ж, як відомо, він має систему кілець, що є унікальним явищем для астероїда. Однак, за сучасними даними, кентавр 1995 SN55, відкритий 1995 року, втрачений і знову відкритий в 2014 році як (523731) 2014 OK394, може бути трохи більшим.
Кентаври, як правило, мають у поперечнику від 50 до 100 кілометрів або більше, і один такий об'єкт містить більше маси, ніж усі астероїди, які перетинають орбіту Землі, знайдені на сьогоднішній день. Кетаври рухаються нестійкими орбітами, які перетинають орбіти масивних зовнішніх планет: Юпітера, Сатурна, Урана і Нептуна. Планетарні гравітаційні поля можуть іноді відхилити ці об'єкти у бік Землі.
Наразі жоден кентавр не сфотографували з близької відстані, крім супутника Сатурна Феби, знятого 2004 року АМС «Кассіні — Гюйгенс», який, за деякими даними, може бути колишнім кентавром, захопленим планетою. Також деякі дані про поверхню кентавра 8405 Асболос вдалося отримати завдяки телескопу Габбл.
За своїми фізичними характеристиками кентаври є перехідним класом від астероїдів до комет. Оскільки їхня поверхня багата леткими речовинами, при достатньому зближенні з Сонцем будь-який кентавр почав би проявляти кометну активність. Станом на 2017 рік відомо три об'єкти, у яких поблизу перигелію зафіксовано прояв коми: 2060 Хірон, 60558 Ехекл і 166P/NEAT; ще два об'єкти, 52872 Окіроя та (471512) 2012 CG, підозрюються в подібній активності.
Офіційну назву — кентаври — отримали на честь персонажів давньогрецької міфології, які були поєднанням людини та коня, оскільки мають характеристики як астероїдів, так і комет.

## Відкриття
Найперший кентавр 944 Гідальго було відкрито 1920 року, однак, попри незвичну орбіту, його не виділяли в окрему групу об'єктів аж до 1977 року, коли Чарльз Коваль відкрив астероїд 2060 Хірон зі схожими характеристиками орбіти.

## Класифікація
Згідно з класичним визначенням, кентавр — невелике тіло, що обертається навколо Сонця між орбітами Юпітера й Нептуна, при цьому перетинаючи орбіти однієї чи кількох планет-гігантів. Через довгострокову нестабільність орбіт, властиву цій області, навіть такі об'єкти, як 2000 GM137 і 2001 XZ255, які наразі не перетинають орбіту жодної планети, все одно віднесено до цієї групи, оскільки збурення з боку планет-гігантів неминуче призведуть до того, що ці об'єкти почнуть перетинати їхні орбіти.
Однак різні організації мають різні критерії для класифікації подібних об'єктів на основі їхніх орбітальних елементів:
- Центр малих планет — перигелій кентаврів за межами орбіти Юпітера q > 5,2 а. о., велика піввісь менша, ніж у Нептуна a < 30,1 а. о.[7] Центр малих планет часто об'єднує кентаври й об'єкти розсіяного диска в одну групу.
- Лабораторія реактивного руху — велика піввісь кентаврів за межами орбіти Юпітера, але не далі орбіти Нептуна 5,5 a. о. < a < 30,1 a. о.[8]
- Глибокий огляд екліптики (DES) — визначає кентаврів, використовуючи динамічну класифікаційну схему, що базується на моделюванні змін орбіти астероїда на 10 млн років вперед. Згідно з даною схемою, кентаврами є нерезонансні об'єкти, перигелій яких менший за велику піввісь Нептуна протягом усього часу моделювання q < 30,1 a. о. Це визначення припускає порівняно короткий час життя на даній орбіті[9].

Бретт Гледмен і Браян Марсден у збірнику «The Solar System Beyond Neptune» (2008) наводять свою класифікацію, згідно з якою пропонують вважати: кентаврами — об'єкти з великими півосями між орбітами Юпітера й Нептуна (5,2 < a < 30,1 a. о.) та параметром Тіссерана Ti > 3,05 (відносно Юпітера); кометами сім'ї Юпітера — об'єкти з перигелієм менше половини відстані між Юпітером і Нептуном (q < 7,35 a. о.) і параметром Тіссерана Ti < 3,05 (відносно Юпітера), щоб виключити об'єкти пояса Койпера; об'єктами розсіяного диска — тіла на нестабільних орбітах з великою піввіссю більшою, ніж у Нептуна (a > 30,1 a. о.). Інші астрономи воліють визначати кентаври як нерезонансні об'єкти з перигелієм всередині орбіти Нептуна, які, як можна показати, з великою ймовірністю перетинають сферу Гілла якого-небудь газового гіганта протягом найближчих 10 млн років, так що кентаври можна розглядати як розсіяні в напрямку внутрішньої Сонячної системи об'єкти, які взаємодіють сильніше та розсіюються швидше, ніж типові об'єкти розсіяного диска.
Станом на 2017 рік було відкрито 407 кентаврів, але крім них існує ще 99 транснептунових об'єктів з великою піввіссю за орбітою Нептуна (a > 30,1 a. о.), але з перигелієм ближче до орбіти Урана (q < 19,2 a. о.). Конкретного рішення по класифікації кентаврів поки що не було прийнято, але комітет з номенклатури МАС визначив правила найменування для таких об'єктів. Згідно з ними, тіла з нестабільними та нерезонансними орбітами, що перетинають орбіти великих планет, а також є перехідними орбітами ТНО і кометами, повинні називатися на честь міфічних істот, пов'язаних з перевертнями й персонажами близькими до них. Наразі лише два об'єкти (42355 Тифон і 65489 Кето) були названі у відповідності до цього правила.
Через відмінності в класифікаціях у різних джерелах деякі об'єкти можуть належати до різних груп. Такими об'єктами, наприклад, є астероїд 944 Гідальго, відкритий 1920 року та віднесений JPL до кентаврів; астероїд 44594 1999 OX3 з великою піввіссю 32 а. о., але який перетинає орбіти Урана й Нептуна, був віднесений до зовнішніх кентаврів, але вже в рамках класифікації DES; а з внутрішніх можна згадати 434620 2005 VD, перигелій якого розташовується дуже близько до орбіти Юпітера.
Деякі великі кентаври з виміряними діаметрами (2060 Хірон, 54598 Бієнор і 10199 Харікло), на думку американського астронома Майкла Брауна, заслуговують на статус кандидатів у карликові планети.

## Орбіти кентаврів

### Розподіл орбіт

Орбіти відомих кентаврів

Діаграма праворуч ілюструє орбіти відомих кентаврів відносно орбіт планет (знизу рисунка). Об'єкт класифікується як кентавр, якщо він розташований між орбітами Юпітера й Нептуна. Для вибраних об'єктів ексцентриситет орбіти позначений червоними лініями, які показують діапазон віддаленості кентаврів від Сонця (від перигелію до афелію).
Як видно з діаграми витягнутість орбіти (ексцентриситет) у різних кентаврів сильно відрізняється: від майже колових у кентаврів 52872 Окіроя, 32532 Терей і 10199 Харікло, до сильно витягнутих у кентаврів 5145 Фолус, 7066 Несс, 8405 Асболос і 55576 Амік.
Для ілюстрації всієї ширини діапазону параметрів орбіт кентаврів, орбіти найбільш незвичайних із них виділені жовтим кольором:
- 1999 XS35 — дамоклоїд, має вкрай витягнуту орбіту (e = 0,947), яка починається всередині орбіти Землі (0,94 а. о.) та закінчується за орбітою Нептуна (34 а. о.)[17].
- 2007 TB434 — навпаки, рухається майже ідеальною коловою орбітою (e = 0,026).
- 2001 XZ255 — має найменший нахил орбіти до екліптики (i = 3°).
- 5335 Дамокл — навпаки, має одну з найбільш нахилених до екліптики орбіт, а кентавр 2005 JT50 взагалі має нахил 120°, тобто він рухається по орбіті в обернений бік.
- (144908) 2004 YH32 — має настільки сильно нахилену орбіту, що якщо спроектувати її на площину екліптики, то в афелії на такій проєкції кентавр буде розташовуватись неподалік від орбіти Юпітера, в той час як реальна відстань до Сонця в цей момент у нього буде більша, ніж до Сатурна.

### Зміна орбіт

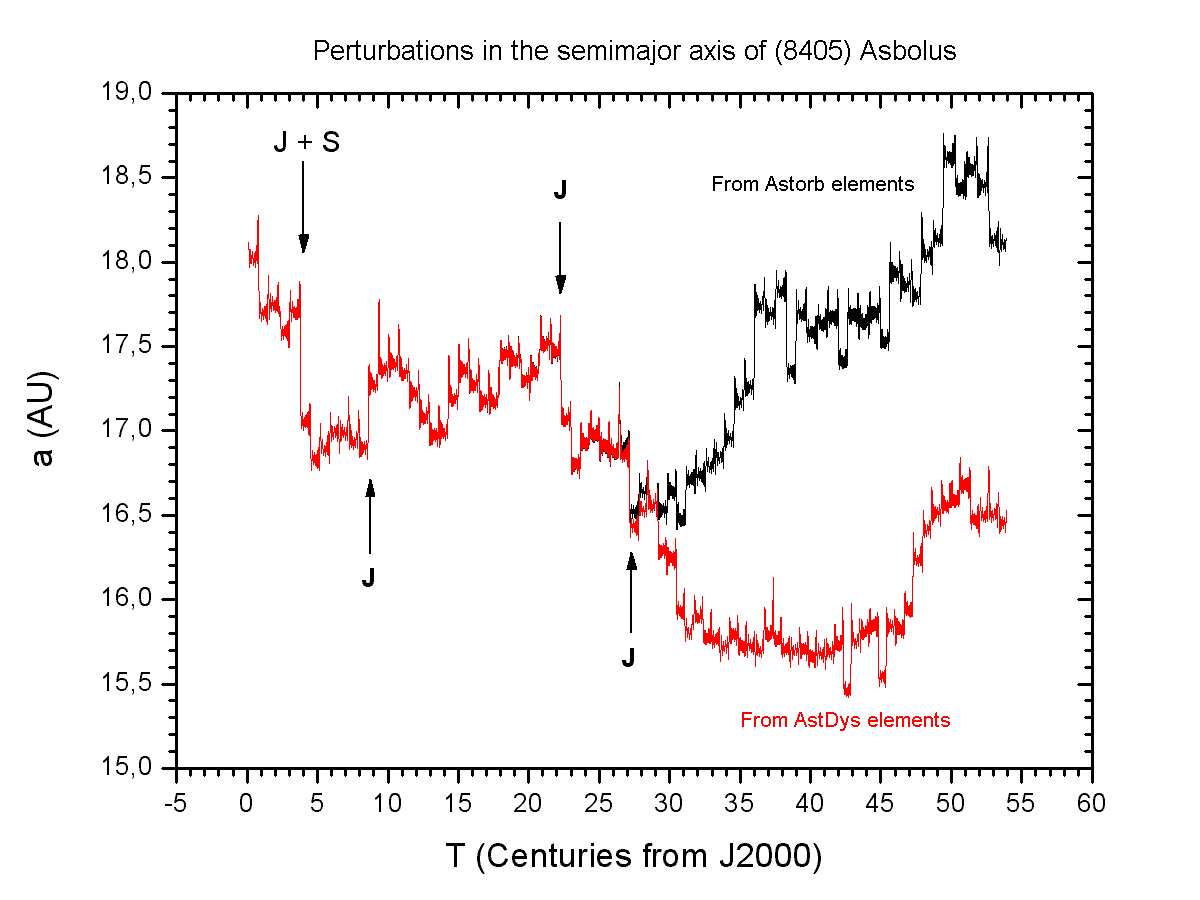
Дві моделі зміни великої півосі астероїда 8405 Асбол протягом наступних 5 500 років. Результати моделей розходяться після зближення кентавра з Юпітером 4 713 року

Оскільки кентаври рухаються в зонах дії орбітальних резонансів, їхні орбіти вкрай нестійкі — середній час життя на цих орбітах становить 1—10 млн років. Наприклад, астероїд 8405 Асбол перебуває в сильному орбітальному резонансі 3:4 з Ураном. Дослідження динаміки їхніх орбіт показує, що орбіти кентаврів, ймовірно, перебувають у проміжному перехідному стані між орбітами комет сім'ї Юпітера й орбітами об'єктів пояса Койпера. Кентаври можуть бути викинуті з останнього в результаті гравітаційних збурень і перейти на хаотичну орбіту, що перетинає орбіти однієї чи кількох планет-гігантів. Однак параметри їхніх орбіт через постійні подальші зближення з великими планетами будуть неперервно та стрімко змінюватися. У процесі цих змін деякі кентаври будуть розвиватися в бік перетину орбіти Юпітера — в результаті чого їхні перигелії будуть зміщуватися у внутрішню частину Сонячної системи і вони перейдуть у групу активних комет сім'ї Юпітера і, зрештою, зіткнуться з Сонцем або планетою; інші ж будуть просто викинуті в міжзоряний простір чи хмару Оорта після занадто тісного зближення з однією з великих планет.

## Фізичні характеристики
Велика віддаленість і відносно невеликий розмір кентаврів виключає можливість детального вивчення їхньої поверхні, однак вивчення колірного індексу та спектра об'єкта дає можливість отримати відомості про склад поверхні й походження кентавра.

### Колір

Розподіл кентаврів за кольором

Кольори поверхні кентаврів доволі різноманітні, але при цьому ніяк не пов'язані ні з наявністю водяного льоду, ні з орбітальними параметрами, що сильно ускладнює побудову моделі складу поверхні цих об'єктів. Колірна схема праворуч будується на основі показників кольору, а саме співвідношення видимої зоряної величини для синього, видимого (зелено-жовтого) й червоного світлофільтрів. Діаграма ілюструє ці відмінності у підсилених тонах для всіх кентаврів з відомими показниками кольору. На цій же діаграмі для порівняння наведені кольори з одного боку супутників Тритона й Феби, а з іншого — планети Марс (розміри не в масштабі).
За кольором кентаври поділяються на два доволі чітких класи: червонуваті (наприклад, 5145 Фолус) і синьо-сірі (наприклад, 2060 Хірон).
Існує багато теорій, що пояснюють цю різницю в кольорі, але їх можна поділити на дві групи:
- відмінності у кольорі викликані різницею в походженні і/або складі кентавра;
- відмінності у кольорі є результатом різного рівня космічного вивітрювання від радіації і/або кометної активності.

Прикладом об'єктів другої категорії можуть бути кентавр 5145 Фол, червонуватий колір якого може бути зумовлений впливом радіації на найпростіші органічні сполуки, наявні на його поверхні, та кентавр 2060 Хірон, який через наявність на поверхні водяного льоду, періодично проявляє ознаки кометної активності, забарвлюючи поверхню в синьо-сірий колір. Однак, якого-небудь зв'язку між активністю та кольором кентаврів не виявлено, оскільки серед активних кентаврів зустрічаються об'єкти як сіро-синього (2060 Хірон), так і червоного (166P/NEAT) кольору. З іншого боку, колір кентавра 5145 Фол може бути зумовлений тим, що він лише недавно залишив пояс Койпера і тому його поверхня просто не встигла трансформуватися під дією змінених умов середовища.
A. Delsanti та ін. передбачають декілька можливих шляхів таких трансформацій: почервоніння в результаті радіації та почервоніння в результаті зіткнень і дроблення поверхневих порід.

### Спектр
Спектри кентаврів зазвичай інтерпретуються неоднозначно, що пов'язано з розмірами частинок на поверхні та іншими факторами. Як і у випадку з кольорами, спостережувані спектри можуть відповідати одразу кільком різним моделям. Тим не менш, вони дозволяють отримати уявлення про склад поверхні. Завдяки спектральним дослідженням у багатьох кентаврів у складі поверхні були виявлені сліди водяного льоду (наприклад, у кентаврів 2060 Хірон, 10199 Харікло та 5145 Фол). Крім водяного льоду у складі цих тіл було виявлено ряд незвичних сполук:
- у Харікло — суміш толінів з аморфним вуглецем;
- у Фола — суміш толінів, сажі, олівіну й метанолового льоду;
- в Окіроя — суміш керогену з олівіном і водяним льодом;
- в Асбола — суміш толінів і аморфного вуглецю.

У випадку Хірона все набагато складніше. Спостережувані спектри змінюються в залежності від періоду спостережень. Сліди водяного льоду були зафіксовані в період низької кометної активності, але зникали в період високої.

### Подібність до комет

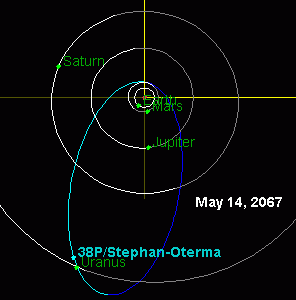
Орбіта комети 38P/Стефана — Отерма. В період з 1982 по 2067 комета тісно зближувалася з Юпітером, Сатурном і Ураном

Спостереження за кентавром 2060 Хірон 1988 та 1989 років поблизу його перигелію показали наявність кометної активності у цього тіла у вигляді хмар газу та пилу, що випаровувалися з його поверхні. Таким чином, наразі він офіційно класифікований і як астероїд і як комета, хоча за розміром він набагато більший, ніж комета, до того ж він має й інші невеликі відмінності від комет. Згодом було виявлено ще два кентаври з кометною активністю: 60558 Ехекл і 166P/NEAT. 166P/NEAT був виявлений під час прояву кометної активності, тому спочатку був ідентифікований як комета і лише потім, в ході розрахунку його орбіти було виявлено, що вона відповідає орбітам кентаврів. 60558 Ехекл в момент виявлення ніякої кометної активності не проявляв і став активним лише через деякий час.
Чадний газ був виявлений на Ехеклі та Хіроні в дуже невеликій кількості, тим не менш, розрахунки показали, що інтенсивність його випаровування цілком відповідає спостережуваній комі. При цьому, попри значно більші, ніж у комет розміри, сумарна спостережувана кометна активність у Ехекла й Хірона значно нижча, ніж у комети 29P/Швассмана — Вахмана, яку деякі астрономи також часто відносять до кентаврів.
Взагалі в орбітальному плані чіткої відмінності між кентаврами й кометами немає. Так 38P/Стефана — Отерма і 29P/Швассмана — Вахмана будучи по суті класичними кометами, рухаються типовими орбітами кентаврів. Через це деякі астрономи також відносять їх до цього класу. Комета 39P/Отерма була активною аж до 1963 року, коли вона зазнала потужного гравітаційного впливу з боку Юпітера. Доволі слабка комета Стефана — Отерма також, ймовірно, перестала б проявляти кометну активність, якщо б її перигелій змістився за орбіту Юпітера. Комета 78P/Герельса в результаті гравітаційних збурень до 2200 року мігрує за межі орбіти Юпітера і також перестане проявляти кометну активність, ставши типовим кентавром.

## Теорії походження
Вивчення розвитку орбіт кентаврів останнім часом викликало велику кількість неочікуваних відкриттів, однак побудувати чітку модель їх походження, як і раніше, не вдається через обмеженість даних про фізичні параметри цих тіл. Моделювання показує, що одним із головних джерел кентаврів є пояс Койпера, з якого вони можуть бути викинуті в результаті гравітаційних збурень. Внутрішня частина розсіяного диску також у деяких випадках може бути джерелом об'єктів цього типу, але їхні кольори не вписуються в двоколірну схему кентаврів. Проте схожу колірну схему мають плутино — тіла, що перебувають в орбітальному резонансі з Нептуном. Вважається, що через гравітаційні збурення з боку Плутона не у всіх плутино орбіти можуть бути стабільні, однак ряд моментів у цьому припущенні ще потребує детальнішого пояснення.

## Відомі Кентаври
| Назва          | Екваторіальний діаметр, км | Велика піввісь, а. о. | Перигелій, а. о. | Афелій, а. о. | Відкритий                             | Примітки                                                                                           |
| -------------- | -------------------------- | --------------------- | ---------------- | ------------- | ------------------------------------- | -------------------------------------------------------------------------------------------------- |
| 2060 Хірон     | 218 ± 20                   | 13,710                | 8,449            | 18,891        | 1977, Чарльз Т. Коваль                | Можливо, має кільця                                                                                |
| 5145 Фолус     | 185 ± 16                   | 20,431                | 8,720            | 32,142        | 1992, Spacewatch (Девід Л. Рабіновіц) | |
| 7066 Несс      | около 58                   | 24,558                | 11,786           | 37,330        | 1993, Spacewatch (Девід Л. Рабіновіц) | |
| 8405 Асболос   | 66 ± 4                     | 17,942                | 6,834            | 29,049        | 1995, Spacewatch (Джеймс Скотті)      | |
| 10199 Харікло  | 258,6 ± 10,3               | 15,87                 | 13,08            | 18,66         | 1997, Spacewatch                      | Найбільший кентавр. 26 березня 2014 року було оголошено про відкриття двох кілець навколо Харікло. |
| 10370 Гілонома | 70                         | 25,132                | 18,915           | 31,349        | 1995, Обсерваторія Мауна-Кеа          | |
| 54598 Бієнор   | 207                        | 16,564                | 13,250           | 19,879        | 2000                                  | |
| 55576 Амік     | 100,9                      | 25,157                | 15,198           | 35,116        | 2002, NEAT, Паломар                   | |